# 会津広域農道
会津広域農道（あいづこういきのうどう）は、福島県会津若松市一箕町から河沼郡柳津町に至る広域農道である。

## 概要
- 起点：会津若松市一箕町大字松長
- 終点：河沼郡柳津町郷戸
- 総延長：25.0 km

起点から大沼郡会津美里町までは会津盆地の中央部を横切る路線であり市道神3-114号に指定されている。会津美里町から終点までは山間部をカーブとトンネルで貫くワインディングロードで、町道柳津新鶴線に指定されている。会津盆地周辺の農産地から路線起点近くにある会津若松市公設地方卸売市場への農作物輸送の利便性向上のために建設され、「会津パールライン」の愛称が付けられている。

### 重用路線
- 福島県道221号新鶴停車場線（大沼郡会津美里町新屋敷字柳台甲　福島県道22号会津坂下会津高田線新旧道の間約70m）
- 福島県道59号会津若松三島線（大沼郡会津美里町立石田字宮西乙～同町小沢字台畑甲　約0.3km）

### 道路施設
倉橋（金山川）
中前田橋（不動川）
会津大橋（阿賀川）
沼山トンネル
- 全長：128 m
- 幅員：6.5（8.0） m
- 有効高：4.7 m
- 竣工：1996年（平成8年）12月
- 施工：秋山建設共同企業体

柳津トンネル
- 全長：267 m
- 幅員：6.5（8.0） m
- 有効高：4.7 m
- 竣工：1998年（平成10年）3月
- 施工：大洋経常建設共同企業体

七呼トンネル
- 全長：218 m
- 幅員：6.5（8.0） m
- 有効高：4.7 m
- 竣工：1996年（平成8年）3月
- 施工：滝谷建設工業共同企業体

郷戸トンネル
- 全長：626.25 m
- 幅員：6.5（8.0） m
- 有効高：4.7 m
- 竣工：2001年（平成13年）2月
- 施工：滝谷・朝日特定建設工事共同企業体

## 地理

### 通過する自治体
- 会津若松市
- 大沼郡会津美里町
- 河沼郡柳津町

### 接続する路線
- 国道49号（会津若松市一箕町大字松長 起点）
- 福島県道69号北山会津若松線（会津若松市河東町倉橋字倉道）
- 国道121号（会津若松市高野町大字中沼字西坂才甲）
- 福島県道326号浜崎高野会津若松線（会津若松市高野町大字上高野村北）
- 国道49号滝沢バイパス（国道252号重用）（会津若松市神指町字北四合字横沼東）
- 福島県道392号会津若松熱塩温泉自転車道線（会津若松市神指町大字北四合伊丹堂）
- 福島県道72号会津坂下会津本郷線（会津若松市北会津町出尻字出川）
- 福島県道22号会津坂下会津高田線（大沼郡会津美里町新屋敷字柳台甲）
- 福島県道221号新鶴停車場線（大沼郡会津美里町新屋敷字柳台甲）
- 福島県道59号会津若松三島線 会津若松方面（大沼郡会津美里町立石田字宮西乙）
- 福島県道59号会津若松三島線 三島方面（大沼郡会津美里町小沢字台畑甲）
- 福島県道365号赤留塔寺線（大沼郡会津美里町沼田字出戸田沢）
- 福島県道53号会津高田柳津線（河沼郡柳津町大字猪倉野）
- 福島県道32号柳津昭和線（河沼郡柳津町郷戸古屋敷甲 終点）

### 沿線
- JAパールライン福島会津営業所
- JA会津よつば若松カントリーエレベーター
- 大江戸温泉物語あいづ
- JR只見線新鶴駅